# 瀬谷啓
瀬谷 啓（せや ひらく、明治22年（1889年）10月3日 - 昭和29年（1954年）5月27日）は、日本の陸軍軍人。最終階級は陸軍中将。

## 経歴
栃木県出身。父は黒羽藩家老であった安藤小次郎。瀬谷月山の養子となる。成城中学校、陸軍中央幼年学校予科、同校本科を経て、1910年5月、陸軍士官学校（22期）を首席卒業し、同年12月、歩兵少尉に任官し歩兵第59連隊付となった。1918年11月、陸軍大学校（30期）を卒業。
陸軍省軍務局付勤務、陸大教官、アルゼンチン公使館付武官、奈良連隊区司令部付、歩兵第70連隊大隊長、陸大教官、歩兵第13連隊長、近衛師団司令部付（東京帝国大学配属将校）などを経て、1937年、陸軍少将に昇進。
第3師団司令部付、歩兵第33旅団長などを歴任。歩兵第33旅団長として台児荘の戦い、徐州会戦、武漢作戦などを連戦した。1939年10月、陸軍中将となった。基隆要塞司令官を経て、1940年8月、予備役に編入。1944年3月、満州国鉄路警護司令官に就任し、1945年4月、召集を受け羅津要塞司令官となり終戦を迎えた。同年9月、ソ連抑留。1957年（昭和29年）5月27日に満州で自決したとされるが、詳細は不明。

## 年譜
- 1910年 - 陸軍士官学校（22期）卒
- 1918年 - 陸軍大学校（30期）卒
- 1937年8月2日 - 陸軍少将
- 1939年10月2日 - 陸軍中将
- 1940年8月31日 - 予備役編入
- 1944年3月 - 満州国鉄路警護司令官
- 1945年4月1日 - 羅津要塞司令官
- 1954年5月27日 - 死去

## 栄典
- 1911年（明治44年）3月10日 - 正八位[4]
- 1914年（大正3年）2月10日 - 従七位[5]
- 1919年（大正8年）3月20日 - 正七位[6]
- 1924年（大正13年）5月15日 - 従六位[7]
- 1937年（昭和12年）9月1日 - 正五位[8]

## 親族
- 息子 瀬谷胖（陸軍大尉）
- 兄 安藤三郎（陸軍中将）